# Quéménéven
Quéménéven (en bretó Kemeneven) és un municipi francès, situat a la regió de Bretanya, al departament de Finisterre. L'any 2006 tenia 1.149 habitants.

## Demografia
| 1962                                       | 1968  | 1975  | 1982  | 1990  | 1999  |
| ------------------------------------------ | ----- | ----- | ----- | ----- | ----- |
| 1.407                                      | 1.323 | 1.208 | 1.155 | 1.151 | 1.132 |
| Des de 1962: població sense dobles comptes |       |       |       |       |       |

## Administració
| Període   | Identitat        | Partit |
| --------- | ---------------- | ------ |
| 2001-2008 | Bernard Crouan   |        |
| 2008-     | Alain Le Quellec |        |